# Teeli
Teeli (tuwinisch und russisch Тээли) ist ein Dorf (selo) in der Republik Tuwa (Russland) mit 3390 Einwohnern (Stand 14. Oktober 2010).

## Geographie
Der Ort liegt in Südsibirien, auf einer Hochebene im Westteil des Tuwinischen Beckens etwa 300 Kilometer Luftlinie westsüdwestlich der Republikhauptstadt Kysyl und gut 30 Kilometer südwestlich der nächstgelegenen Kleinstadt Ak-Dowurak. Das Steppengebiet wird vom unmittelbar westlich des Ortes vorbeiführenden linken Jenissei-Nebenfluss Chemtschik durchflossen. Unmittelbar nördlich des Dorfes erhebt sich aus der Ebene der mehrere Kilometer lange Teeli-Gebirgszug, nach dem der Ort benannt ist.
Teeli (tuwinisch für „in der Mitte“) ist Verwaltungszentrum des westlichsten Koschuuns (Rajons) der Republik Bai-Taiginski, der nach dem mehrere Dutzend Kilometer nördlich verlaufenden, über 3000 m hohen Bai-Taiga-Kamm (wörtlich „Reiche Taiga“) im Westteil des Westsajan benannt ist. Der Ort bildet eine Landgemeinde (tuwinisch Sumon).

## Geschichte
Teeli wurde 1936 als Verwaltungszentrum für das von halbnomadisch lebenden tuwinischen Viehzüchtern bewohnten Gebietes der damaligen Tuwinischen Volksrepublik gegründet. An Stelle des Ortes gab es Überreste einer alten uigurischen Ansiedlung. Bis in das beginnende 20. Jahrhundert befand sich dort ein traditioneller Standort chinesischer Händler.

### Bevölkerungsentwicklung
| Jahr | Einwohner |
| ---- | --------- |
| 1959 | 2477      |
| 1970 | 2817      |
| 1979 | 2737      |
| 1989 | 3708      |
| 2002 | 3764      |
| 2010 | 3390      |

Anmerkung: Volkszählungsdaten

## Wirtschaft und Infrastruktur
Der Ort ist Zentrum eines Gebietes, dessen Hauptwirtschaftszweig die Schaf-, Ziegen- und Pferdehaltung ist.
Teeli ist westlicher Endpunkt der Fernstraße A162, die von der Hauptstadt Kysyl kommend vier der fünf Städte Tuwas miteinander verbindet. Auf dieser Straße beträgt die Entfernung nach Kysyl 349 Kilometer. In Teeli laufen Lokalstraßen und unbefestigte Pisten von den in der Umgebung liegenden weiteren Ortschaften des Koschuuns zusammen (Kara-Chol über Kysyl-Dag im Nordwesten, Bai-Tal im Südwesten und Schui im Südosten).